# ハンス・ルッツ
ハンス・ルッツ（Hans Lutz、1949年3月31日 - ）は、ドイツ、シュトゥットガルト出身の元自転車競技（トラックレース）選手。

## 来歴
1972年
- ミュンヘンオリンピック
  -  個人追抜 3位

1973年
- トラックレース世界選手権
  -  アマ・団体追抜 優勝（+ ギュンター・シューマッハー、ギュンター・ハーリッツ、ペーター・フォンホフ）

1974年
- トラックレース世界選手権
  -  アマ・団体追抜 優勝（+ ギュンター・シューマッハー、ディートリヒ・テュラウ、ペーター・フォンホフ）
  -  アマ・個人追抜 優勝

1975年
- トラックレース世界選手権
  -  アマ・団体追抜 優勝（+ ギュンター・シューマッハー、グレゴール・ブラウン、ペーター・フォンホフ）

1976年
- モントリオールオリンピック
  -  団体追抜 優勝（+ ギュンター・シューマッハー、グレゴール・ブラウン、ペーター・フォンホフ）

1977年
- トラックレース世界選手権
  - アマ・団体追抜 2位